# Carlos Franco Iribarnegaray
Carlos Franco Iribarnegaray (Ferrol, La Coruña, 30 de agosto de 1912 - Madrid, 11 de diciembre de 1982), fue un militar español, que llegó al grado de teniente general y fue el último ministro del Aire entre diciembre de 1975 y julio de 1977, antes de la unificación de los tres departamentos ministeriales militares tras las elecciones generales de 1977. 

## Biografía
Ingresó en la Academia General Militar en 1929 y en la Academia de Artillería de Segovia. Como teniente participó con los sublevados en la Guerra Civil, llegando al grado de capitán del arma de artillería.
Una vez terminada la contienda se incorporó al Ejército del Aire y fue comandante del Ala 37, jefe de la Zona Aérea de Canarias y de la III Región Aérea. Diplomado en Altos Estudios Internacionales, destacó como profesor de la Academia de Aviación de León, de la Escuela Superior del Ejército y de la Escuela Superior del Aire. Fue director general de Aviación Civil y procurador en Cortes. En 1974 ascendió a teniente general.